# Jan Zamoyski
Jan Zamoyski (noto anche come Jan Zamojski e Ioannes de Zamość; Skokówka, 19 marzo 1542 – Zamość, 3 giugno 1605) fu un importante szlachcic e magnate nella Confederazione Polacco-Lituana.
Nominato ordynat di Zamość, fu segretario reale dal 1566, Kanclerz (cancelliere) della Corona dal 1576, Lord Gran Cancelliere nel 1578 e Grand Hetman della Corona dal 1581. Starosta di Cracovia dal 1580 al 1585, Starosta di Bełz, Międzyrzecze, Krzeszów, Knyszyn e Derpsk. Prezioso alleato dei re Sigismondo II e Stefano Báthory, fu fiero oppositore del re Sigismondo III. Riconosciuto come uno dei politici, diplomatici e statisti più abili del suo tempo, fu una figura centrale nella Confederazione per tutto il corso della sua vita.

## Biografia

### Formazione

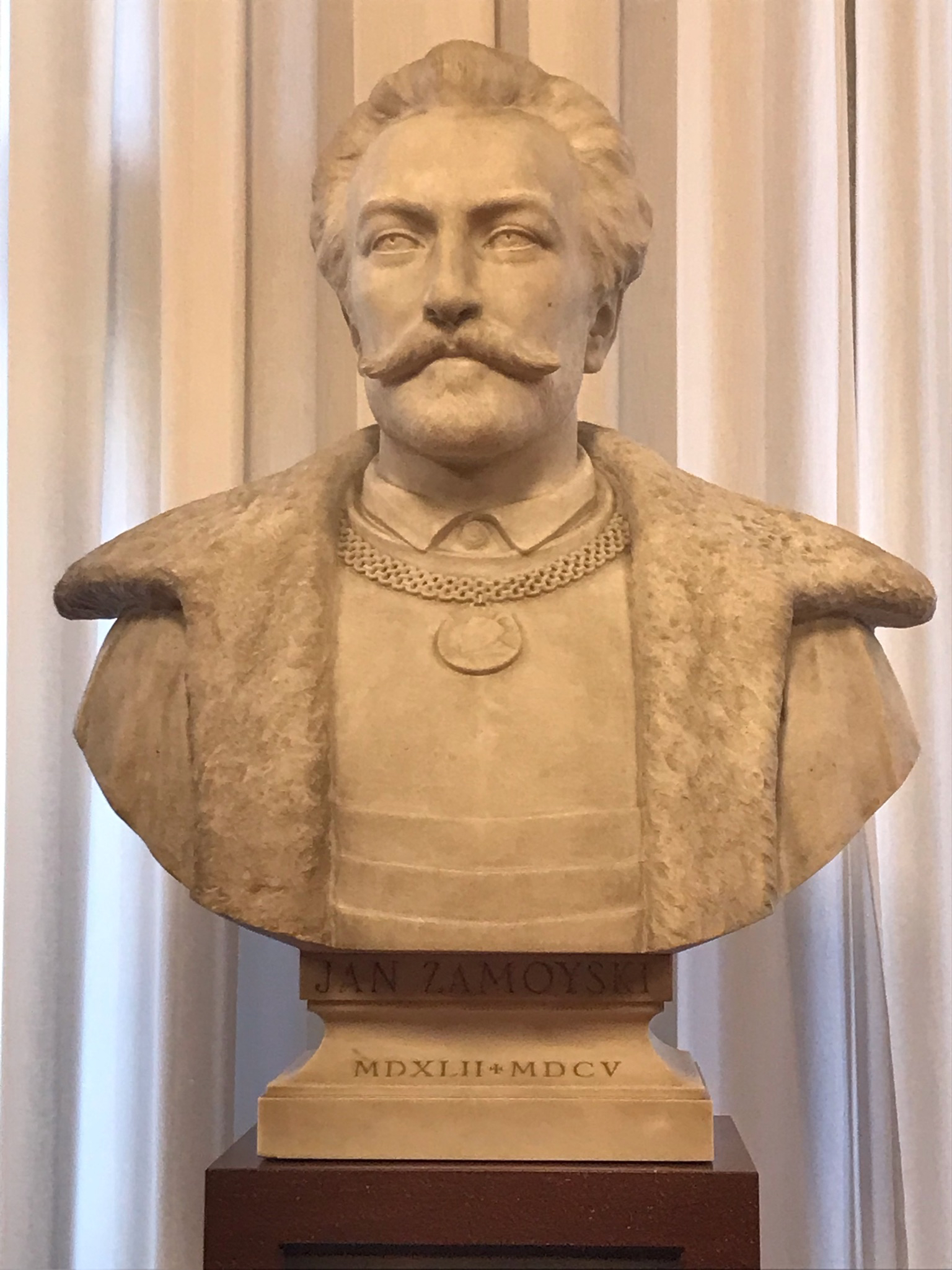
Busto di Zamoyski all'Università di Padova, dove fu studente e rettore della Universitas Iuristarum (Palazzo del Bo, Sala dei Quaranta).

Jan Zamoyski studiò presso l'Università di Parigi e l'Università di Padova, dove abbandonò il calvinismo in favore del cattolicesimo. Fin dal tempo degli studi dimostrò un notevole interesse per la politica. Nel 1563 fu eletto rettore dell'università dei legisti dello Studio di Padova. Al suo ritorno in Polonia, venne nominato segretario del re Sigismondo II. Nel 1563 scrisse De senatu Romano, una brochure sul governo dell'antica Roma in cui ipotizzava l'applicazione nella Confederazione dei principi costituzionali dell'Urbe.

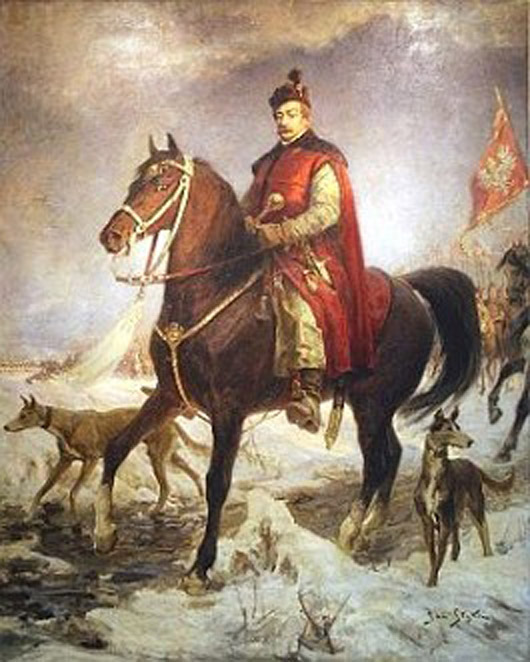
Jan Zamoyski

### Consigliere del re

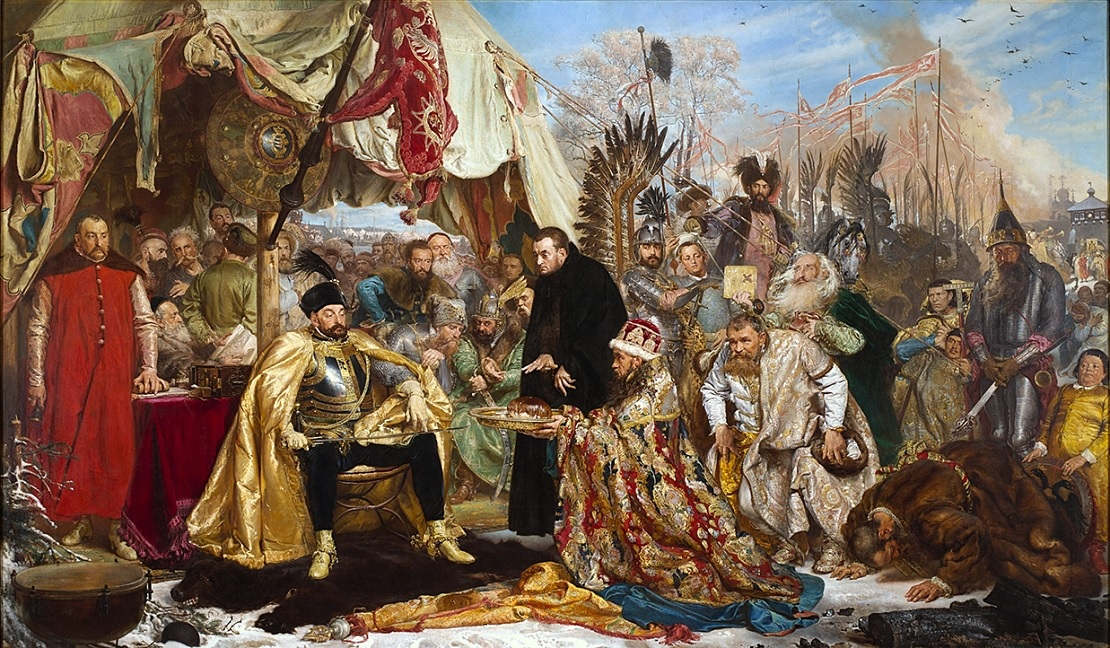
Zamoyski (in rosso) alla sinistra del re Stefano Báthory a Pskov – Jan Matejko.

Quando gli Jagelloni si estinsero (1572), la diverse fazioni della nobiltà, radunate nella Sejm (Dieta), iniziarono una serie di contese che avrebbero avuto un peso notevole nello sviluppo della politica interna della Confederazione. Zamoyski usò la sua influenza per rafforzare la procedura viritim (diritto di voto per ogni nobile) ed un'elezione basata sul principio della maggioranza. Strinse amicizia con Mikołaj Sienicki e Hieronim Ossolinski, divenendo rapidamente il leader del Egzekucja Praw, il movimento esecutivo che intendeva preservare i diritti della piccola nobiltà (szlachta) ed il suo ruolo predominante all'interno della Confederazione: la così detta Libertà dorata.
In opposizione alla fazione dei Magnati, Jan osteggiò l'elezione a re di Polonia di un rappresentante della casa d'Asburgo. All'elezione del 1573 appoggiò le pretese di Enrico III di Francia. Nel 1575, ormai Gran Hetman (comandante in capo delle forze armate della Confederazione) e cancelliere, prossimo a divenire un magnate egli stesso, Zamoyski appoggiò l'elezione dell'anti-asburgico Stefano Báthory, già voivoda di Transilvania. Jan divenne uno stretto collaboratore del nuovo re, appoggiando la sua politica volta a mantenere l'indipendenza della Confederazione sia dagli Asburgo che dai turchi ed a rafforzare il potere reale.
Jan e re Stefano guidarono le truppe della Confederazione in Livonia, occupata dalle truppe dello Zar di Moscovia Ivan il Terribile. Il Grand Hetman conquistò Wielize e Zawoloc e fu accanto al suo re nell'Assedio di Pskov che chiuse la Prima guerra del nord (1579-1582) in favore della Confederazione.

### Avversario della corona
Morto Báthory (1586), Zamoyski appoggiò le pretese di Sigismondo Vasa al trono di Polonia. Durante la guerra di successione che seguì l'elezione di Sigismondo, fu lui a guidare le truppe della Confederazione contro l'arciduca Massimiliano III d'Austria nella Battaglia di Byczyna (1588), quando l'Asburgo cercò di strappare il trono al Vasa attaccando la capitale polacca, Cracovia. Preso prigioniero, Massimiliano rinunciò a qualsiasi pretesa sulla Polonia.
All'aprirsi del regno di Sigismondo III di Polonia, Zamoyski passò tra le file degli oppositori quando divenne chiaro che il re intendeva trasformare la Confederazione in una monarchia assoluta. Il Vasa, intenzionato a concorrere per la corona di Svezia, si alleò inoltre agli Asburgo e ad altre forze favorevoli alla Controriforma. L'aperta opposizione di Zamoyski stroncò la politica del Vasa: il cancelliere era troppo potente perché il re potesse eliminarlo ne Sigismondo poteva rassegnare le sue dimissioni da monarca, causa le leggi della Confederazione.
In opposizione alla politica di Sigismondo III, Zamoyski difese la libertà religiosa, osteggiò il potere della Chiesa Cattolica e dei gesuiti e si oppose alla guerra contro la Svezia. La contesa tra il re ed il suo cancelliere esplose durante il Sejm del 1592. Zamoyski aveva scoperto che Sigismondo intendeva cedere il trono di Polonia agli Asburgo in cambio di appoggio per la conquista del trono svedese. Il cancelliere non riuscì a detronizzare Vasa ma ottenne mano libera nella politica estera della Confederazione.

### La Guerra dei Magnati
Nel 1595 Zamoyski portò le truppe polacco-lituane in Moldavia, avviando la guerra dei Magnati di Moldavia, un conflitto che avrebbe impegnato la Confederazione per quasi trent'anni.
Formalmente, il Grande Hetman si stava muovendo per pacificare la Pocuzia, al confine tra le terre della Confederazione ed il principato di Moldavia, messa a ferro e fuoco dai Tartari vassalli del sultano impegnati a combattere il voivoda filo-asburgico Ștefan Răzvan. Contro Răzvan, Zamoyski appoggiò le pretese al trono di Ieremia Movilă, facendo della Moldavia uno stato vassallo della Confederazione.
Nel 1600 Zamoyski sconfisse il voivoda Michele il Coraggioso di Valacchia nella Battaglia del fiume Teleajăn, presso Buková, rimettendo Ieremia Movilă sul trono di Moldavia, strappatogli da Michele, e cedendo il dominio sulla Valacchia a Simion Movilă, fratello di Ieremia. Le guerre di Zamoyski estesero l'influenza della Confederazione Polacco-Lituana fino al Danubio.
Nel biennio 1600-1601 Jan Zamoyski prese parte alla guerra polacco-svedese, guidando le truppe della Confederazione in Livonia. Costretto ad allontanarsi frettolosamente dal fronte danubiano, il cancelliere non poté approfittare della caotica situazione venutasi a formare in Transilvania e Valacchia proprio in quel biennio, lasciando gli Asburgo e gli Ottomani liberi di spartirsi i Carpazi. Zamoyski strappò agli svedesi alcune fortezze di confine, conquistò Wolmar e Fellin (1601) ed Bialy Kamien nel 1602. I rigori della campagna provarono l'ormai vecchio Hetman, che rinunciò al comando.
Jan Zamoyski morì il 3 giugno 1605 a Zamość, la città da lui fondata nel 1580 e fatta costruire all'architetto italiano Bernardo Morando quale sua privata “città ideale”. Al momento della sua morte, il Gran Hetman era diretto proprietario di 11 città e 200 villaggi per un totale di 6.400 km². Nel 1595 aveva fondato l'Akademia Zamojska.

## Matrimoni

### Primo matrimonio
Sposò in prime nozze Anna Ossolińska (?-1572), figlia di Lyubov Ossolinski. Non ebbero figli.

### Secondo matrimonio
Nel 1577 sposò con Krystyna Radziwiłł (1560-1580), figlia del governatore di Vilnius e cancelliere del grande lituano, il principe Mikołaj Krzysztof Radziwiłł detto "il Nero". Non ebbero figli.

### Terzo matrimonio
Nel 1583 sposò Griselda Báthory (1569-1590), figlia del governatore della Transilvania Kristóf Báthory. Ebbero due figlie:
- una figlia (nata e morta nel 1589)
- una figlia (nata e morta nel 1590)

### Quarto matrimonio
Sposò, il 14 giugno 1592, Barbara Tarnowska (1566-1610), figlia di Stanislav Tarnowski. Ebbero un figlio:
- Tomasz Zamoyski (1594-1638)